# Bojarka (Cheta)
Die Bojarka (russisch Боярка) ist ein 56 km langer rechter Nebenfluss der Cheta im Norden der russischen Region Krasnojarsk.

## Verlauf
Die Bojarka verläuft in einer weitgehend unbewohnten Tundralandschaft nördlich des Polarkreises. Sie entsteht am Zusammenfluss von Linker und Rechter Bojarka am Fuße des Nordrands des Putorana-Gebirges. Die Bojarka durchfließt das Nordsibirische Tiefland am Südrand der Taimyrsenke mit mehreren größeren Flussschlingen in überwiegend nordnordöstlicher Richtung und mündet schließlich in die nach Osten strömende Cheta, der linke Quellfluss der Chatanga. 

## Einzugsgebiet
Das Einzugsgebiet der Bojarka umfasst 7470 km². Ihr Hauptquellfluss ist die Rechte Bojarka. Beide Quellflüsse entspringen im Puntorana-Gebirge und entwässern einen größeren Bereich im Norden dieses Hochlands. Weiter westlich verläuft die Ledjanaja, weiter östlich die Große Romanicha, beides Zuflüsse der Cheta. Im Süden grenzt das Einzugsgebiet der Bojarka an das des Ambardach, ein Nebenfluss der Maimetscha, sowie im Südwesten an das des Ajakli, der rechte Quellfluss der Cheta.